# Нагородна монета

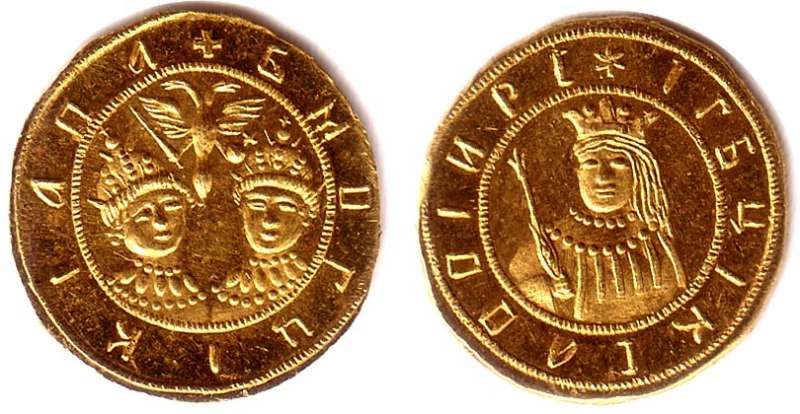
Новоробний нагородний червінець Петра I та Івана V. Вручався за кримські походи 1689 року

Нагородна монета — монета, яку вручали як нагороду чи визнання заслуг, у тому числі за військову звитягу. Найбільшого поширення нагородні монети набули у IX—XVII століттях.
Першою на Русі нагородою вважається нагородження воєводи Олександра Поповича золотою гривнею князем Володимиром за перемогу влітку 1000 року над військами половців під проводом Володаря11[джерело?].
Спочатку, при зародженні нагородної системи, нагорода була за своїм змістом ближчою до поняття «винагорода» (премія).
Вага, проба і метал нагородної монети встановлювався у відповідність до монетної стопи монет грошового обігу (або був крадений ним).
Використовуваний метал:
- золото;
- срібло;
- мідь.

Карбування нагородних золотих монет, що відповідають за ваговим стандартом європейських золотих монет, було розпочато Іваном III у XV столітті11[джерело?].
У такій формі розвивалася нагородна система. Пізніше нагороди стали мати форму медалей, орденів тощо.
У сучасних умовах монети як нагороди не використовуються11[джерело?].
Різновид нагородної монети - кліппа.